# Nuer (peuple)
Pour les articles homonymes, voir Nuer.
 (août 2012).
Les Nuer sont une population d'Afrique de l'Est vivant dans la haute vallée du Nil. Ils sont présents au Soudan du Sud, surtout dans la région du Nil Supérieur, mais ont également des représentants de l'autre côté de la frontière en Éthiopie dans la région de Gambela.

## Ethnonymie
Selon les sources et le contexte, on observe plusieurs variantes : Naadh, Naath, Nath, Nouër, Nuayr, Nuers, Tog.

## Population
En Éthiopie, lors du recensement de 2007 portant sur une population totale de 73 750 932 personnes, 147 759 se sont déclarées « Nuwer ».
Au Soudan du Sud environ 15 % des 12 millions d'habitants (En 2016) sont Nuer, ce qui en fait la seconde ethnie après les Dinkas qui regroupent 36 % de la population.

## Langue
Les Nuer sont voisins des Dinka, l'une des plus grandes ethnies du Soudan du Sud. La langue nuer fait partie d'un sous-groupe de langues nilotiques appelé nuer-dinka. Malgré leur proximité géographique, ces deux peuples parlent des langues différentes et sont incapables de se comprendre mutuellement.

## Les travaux d'Evans-Pritchard
La structure politique des Nuer a fait l'objet d'une étude par l'ethnologue britannique Evans-Pritchard dans les années 1930.
Cette étude était commanditée par le gouvernement du Soudan anglo-égyptien en difficulté avec ce peuple sans chef et sans hiérarchie.
Evans-Pritchard décrit cette société comme une « anarchie ordonnée » (notion qui recoupe celle de « société sans État »). Les individus ne sont pas soumis à un pouvoir et ne s'attachent pas à la conquête du pouvoir. Ils vivent en bonne harmonie sociale au sein de leur village. La structure politique s'exprime en langage lignager : c'est le système  des lignages qui joue le rôle de structure politique.
Les Nuer forment un peuple unique et homogène vis-à-vis des étrangers, mais composé de différentes tribus (Lou, Jirany, Gaawar, Lak, Thiang...), segmentées en sections (par exemple les Lou sont segmentés en deux sections primaires Gun et Mor, elles- mêmes segmentées en sections secondaires et tertiaires). L'unité de base est le village.
Au sein d'un village ou entre deux villages nuers proches géographiquement, le règlement des conflits se fait d'une manière plutôt pacifique, même quand il s'agit de crime de sang, par l'entremise rituelle d'un « chef à  peau de léopard », qui recherche l'apaisement et la négociation (recherche d'une compensation, généralement en bétail) et dont c'est l'unique fonction. Il n'a aucun pouvoir judiciaire et  ne jouit pas forcément d'un prestige particulier. Les Nuer étant particulièrement fiers, « le chef à peau de léopard » permet aux parties adverses d'accepter un arrangement sans perdre la face, pour éviter la vendetta.
La guerre entre tribus, la vendetta au sein d'une même section, la guerre contre les autres peuples et les razzias contre les Dinka (eux aussi possesseurs de bétail mais peu combattifs), sont institutionnelles. Cependant, il est à noter que les prisonniers Dinka s'intègrent  à la communauté et au lignage de celui à qui revient le prisonnier. Les jeunes Dinka sont adoptés, deviennent « fils » et « frères », sont initiés et le « père » (ou les « frères ») offrent le bétail compensatoire lors de leur mariage.
Les Nuer attachent une grande importance au courage et à la vaillance au combat. C'est la force physique de l'adversaire (décuplée par celle des membres de sa parenté), force dissuasive, qui permet au sein du village d'accepter la médiation rituelle du « chef à peau de léopard ».
Ils vivent (dans les années 1930) de leur bétail et y sont affectivement très attachés. Ils sont soumis à l'alternance saison sèche/saison des pluies et pratiquent la transhumance : à la saison sèche, ils quittent leurs villages, construits sur des monticules, pour établir des camps près des points d'eau où subsistent des pâturages. Leur technologie est simple (pas de fer, peu de pierres, peu d'arbres pour fabriquer des outils), ils se nourrissent de leurs bêtes (lait, fromage, et parfois viande bovine) et cultivent le millet. Ils pêchent durant la saison des pluies mais ne chassent pas pour se nourrir et n'ont que mépris pour les peuples de chasseurs. Ils pratiquent la solidarité et le partage de la nourriture (même en cas de pénurie). Tout surplus est immédiatement distribué.
À la fin du XIXe siècle, l'intrusion arabo-européenne a sans doute permis l'émergence des « prophètes », figures tribales habitées par un esprit divin. Certains d'entre eux ont acquis une renommée et un prestige dépassant les limites de leurs tribus, phénomène semble-t-il nouveau qui leur aura permis d'unifier un tant soit peu la résistance contre un gouvernement centralisé totalement étranger à leur civilisation égalitaire et démocratique.

## Histoire
Les Nuer sont victimes de persécutions par le gouvernement soudanais, pendant la guerre des années 1990 notamment, mais aussi du nouveau pouvoir du Soudan du Sud car de nombreuses milices nuers travaillaient pour Khartoum. L'accord de cessez-le-feu de 2002 confirmé en 2005 était censé mettre un terme aux hostilités. Mais en 2016 de nombreux hommes Nuer sont tués dans leurs villages par l'armée du Soudan du Sud et les familles fuient vers des camps de réfugiés[réf. nécessaire].
La plupart des jeunes hommes Nuer survivants ont en 2013 pris les armes. Alors que dans l'État méridional de l'Équatoria un quart de la population a pu fuir vers les pays voisins, femmes, enfants et vieillards Nuer composent en 2016 une part importante des deux millions et demi de personnes déplacées à l'intérieur du Soudan du Sud. Désormais regroupée dans des camps, la population Nuer ne survit que grâce à l'aide humanitaire, insuffisante. Le Haut Commissariat des Nations unies pour les réfugiés ne parle pas de génocide tant qu'il veut se croire capable de l'empêcher.

## Culture
Regroupant éleveurs et agriculteurs, leur société repose sur la patrilinéarité.
Selon Evans Pritchard, les femmes stériles sont considérées comme des hommes. Elles peuvent épouser une autre femme et choisir un homme pour vivre avec elles et rendre enceinte l'autre femme. L'enfant porte le nom de la femme stérile, qui bénéficie du statut de chef de famille, et est considéré comme le sien.